# غابريلا غونتشيكوفا
غابريلا غونتشيكوفا (التشيكية:Gabriela Gunčíková، ولدت في 27 يونيو 1993) المعروف فنياً باسم غابرييلا غان، مغنية تشيكية، ومثلت الجمهورية التشيكية في مسابقة الأغنية الأوروبية 2016 في ستوكهولم بأغنية «أنا أقف».

## روابط خارجية
- الموقع الرسمي
- غابريلا غونشيكوفا على موقع IMDb (الإنجليزية)
- غابريلا غونشيكوفا على موقع ميوزك برينز (الإنجليزية)
- غابريلا غونشيكوفا على موقع أول ميوزيك (الإنجليزية)
- غابريلا غونشيكوفا على موقع ديسكوغز (الإنجليزية)
- غابريلا غونشيكوفا على موقع قاعدة بيانات الفيلم (الإنجليزية)